# Vepris letouzeyi
Espèce
Vepris letouzeyi est une espèce de plantes de la famille des Rutaceae et du genre Vepris endémiques du Cameroun.

## Étymologie
Son épithète spécifique letouzeyi rend hommage au botaniste français René Letouzey.

## Description
Il s’agit d’un petit arbre pouvant mesurer entre 1 et 10 mètres. Il se développe en forêt à une altitude comprise entre 100 et 150 mètres. 